# The Beatles’ Second Album
The Beatles’ Second Album (с англ. — «Второй альбом The Beatles») — студийный альбом британской рок-группы The Beatles, издан в 1964 году, второй из альбомов английской рок-группы The Beatles, выпущенных Capitol Records, всего из американских изданий − третий, включая альбом Introducing… The Beatles, выпущенный тремя месяцами ранее лейблом Vee-Jay Records.
The Beatles' Second Album поднялся на вершину чартов альбомов в США, сдвинув оттуда альбом Meet the Beatles!. Впервые за историю альбомных чартов в США один исполнитель сменил себя же самого на первом месте.
В 2004 году альбом был впервые переиздан на компакт-диске (номер по каталогу CDP 7243 8 66877 2 2, CDP 7243 8 66878 2 1) как часть бокс-сета The Capitol Albums, Volume 1 и был выпущен как уменьшенная реплика оригинального дизайна обложки диска. Альбом был также выпущен в США на картридже с 8-дорожечной плёнкой (Stereo 8) в 1967 году, на магнитофонной катушке (en:reel to reel tape) и компакт-кассете в 1969 году.

## Музыка
В отличие от выходивших в то же время в Великобритании альбомов The Beatles, The Beatles' Second Album был составлен только из быстрых номеров, и по этой причине является фаворитом некоторых поклонников The Beatles и рок-критиков. «The Beatles' Second Album является, возможно, лучшим чисто рок-н-рольным альбомом, когда-либо выпущенным музыкальной группой» [sic], писал Allmusic.
Песни для этого альбома были собраны из четырёх разных британских изданий. В альбом были помещены пять оставшихся треков со второго LP-альбома группы With the Beatles, не изданные на предыдущем американском альбоме, изданном Capitol, Meet the Beatles!. Также в альбом были включены песни «Thank You Girl» (сторона «Б» британского сингла «From Me to You»), песни с сингла «She Loves You» / «I’ll Get You», «You Can’t Do That» с альбома-саундтрека A Hard Day’s Night, а также две новые песни − «Long Tall Sally» и «I Call Your Name», обе изданные месяцем позже в Великобритании на мини-альбоме (EP) Long Tall Sally. Также звукоинженеры Capitol под руководством Дэйва Декстера мл. (record executive Dave Dexter, Jr) добавили немного эффектов «эхо» и «реверберация» в стерео-версии, чтобы сделать музыку более «живой». Это гораздо более заметно на треках из «With the Beatles», так как они были записаны в двухдорожечном стерео-звучании. (This is much more noticeable on the «With the Beatles» tracks, as they were recorded in two-track stereo.)
Стоит отметить включение в альбом стерео-версии «Thank You Girl» — The Beatles' Second Album является единственным из альбомов The Beatles, выпущенных в Великобритании и США за более чем 40 лет, где представлена «истинно стереофоническая» версия этой песни, до опубликования другой стерео-версии песни в 2009 году на ремастер-издании альбома Past Masters (стерео-версия «Thank You Girl» с альбома The Beatles Second Album была также включена в The Beatles Beat — сборник, выпущенный в Германии лейблом Odeon в 1969 году). Поскольку был немного добавлен эффект «эхо», эта версия остается достаточно редкой. Микс на альбоме Capitol также является уникальным, так как на этой версии имеются три дополнительных риффа губной гармоники: два на протяжении «бриджа» и один — в самом конце песни. Для американского дебютного альбома в Capitol взяли эту стерео-версию и трансформировали её в «два-в-один стерео-в-моно» микс (two-to-one stereo-to-mono mixdown) для выпуска моно-версии альбома, создав тем самым альтернативный мономикс песни. Стереоверсия песни «Money» претерпела при подготовке моноверсии альбома такое же преобразование. В моноверсии песни «I Call Your Name» ковбелл (cowbell) вступает в самом начале, тогда как в стереоверсии он вступает после начала вокала. Вступительный аккорд Харрисона на 12-струнной гитаре также отличается в моно и стереоверсиях. В «Long Tall Sally» в стереоверсии есть эффект «эхо», тогда как в моноверсии он отсутствует. Моноверсия «You Can’t Do That» отличается от выпущенной на британском альбоме A Hard Day’s Night — по неизвестным причинам.

## Список композиций
Все песни написаны Джоном Ленноном и Полом Маккартни, за исключением отмеченных особо.
Сторона 1
1. «Roll Over Beethoven» (Чак Берри) — 2:44
2. «Thank You Girl» — 2:01
3. «You Really Got a Hold on Me» (Смоки Робинсон) — 2:58
4. «Devil in Her Heart» (Richard Drapkin) — 2:23
5. «Money (That's What I Want)» (Janie Bradford, Берри Горди) — 2:47
6. «You Can't Do That» — 2:33

Сторона 2
1. «Long Tall Sally» (Robert Blackwell, Enotris Johnson, Литл Ричард) — 2:03
2. «I Call Your Name» — 2:09
3. «Please Mister Postman» (Robert Bateman, Georgia Dobbins, Garrett, Fred Gorman, Brian Holland) — 2:34
4. «I’ll Get You» — 2:04
5. «She Loves You» — 2:19